# Сіріл Нзама
Сіріл Нзама (англ. Cyril Nzama, нар. 26 червня 1974, Совето) — південноафриканський футболіст, що грав на позиції захисника.

## Клубна кар'єра
Вихованець команди «Рабалі Блекпул», а грати розпочав 1995 року у клубі «Буш Бакс».
Більшу частину своєї кар'єри Нзама провів в клубі «Кайзер Чіфс». Разом з ним він двічі перемагав у Прем'єр-лізі ПАР і вигравав національний кубок країни. У 2001 році захисник разом зі своїми партнерами ставав володарем Кубка володарів кубків КАФ.
З 2008 року два сезони захищав кольори команди клубу «Бей Юнайтед». 2010 року перейшов до клубу «Батау», за який відіграв 1 сезон. Завершив професійну кар'єру футболіста виступами за команду у 2011 році.

## Виступи за збірну
9 квітня 2000 року дебютував в офіційних іграх у складі національної збірної ПАР у матчі проти Лесото (2:0).
У складі збірної був учасником чемпіонату світу 2002 року в Японії і Південній Кореї. На «мундіалі» захисник зіграв у двох матчах проти збірних Словенії та Іспанії.
Протягом кар'єри у національній команді, яка тривала 8 років, провів у формі головної команди країни 44 матчі.

## Досягнення
- Чемпіон ПАР: 2003/04, 2004/05.
- Володар Кубок ПАР: 2005/06.
- Володар Кубка володарів кубків КАФ: 2001.